# 矢橋宗太郎
矢橋 宗太郎（1830年（天保元年）12月 - 没年不詳）は、日本の実業家、銀行経営者。株式会社赤坂銀行・頭取。「先祖は嵯峨天皇の第12皇子で光源氏の実在モデルの有力候補とされる源融（みなもとのとおる）にまで遡る（アーカイブ）」矢橋家・本家の当主。名主、大地主。素封家。

## 略歴
1830年（天保元年）12月、美濃赤坂に生まれる。同地の名主。
明治維新の廃藩置県の時に、徳川家康が織田信長の岐阜城千畳敷御殿を移築し造営させた将軍家専用休泊所であるお茶屋屋敷の払下げを受けた。
株式会社赤坂銀行・頭取を務めた。

## 系譜

### 江戸中期 (分立) 以前
- 惣本家及び本家・鼻祖の五世祖父 - 矢橋彦十郎（桓武天皇第二皇子の嵯峨天皇にまで遡るとされる系譜〈「註釈一覧 3) 矢橋家」〉。1625年2月8日没。昌嫡男 小字吉。室長松城主渡部筑前守女。「為織田信長公加勢致シ、於江州矢橋手柄有之、天文ノ頃浪人ト成、天正元酉年濃州赤坂ニ住ス、父渡辺新左ェ門尉江州矢橋ニ住ス、故ニ後在名ヲ以テ矢橋ヲ名乗」とある。）
- 惣本家及び本家・鼻祖の高祖父 - 矢橋四郎右衛門（1631年8月5日没。父迪十郎改姓後代々矢橋ヲ名乗。字喜。室高屋道意妹他。）
- 惣本家及び本家・鼻祖の曾祖父 - 矢橋四郎右衛門（1685年2月20日没。旧 小字長吉。室矢橋太兵衛女）
- 惣本家及び本家・鼻祖の祖父 - 矢橋三郎兵衛（1691年6月28日没。垂 号交慰。室矢橋久左衛門女）
- 惣本家及び本家・鼻祖の父 - 矢橋藤十郎（1722年11月18日没。孝 号木巴。室大垣川村太郎ェ門女。）

### 江戸中期 (分立) 以後

#### 惣本家
- 鼻祖 - 矢橋藤十郎（矢橋藤十郎〈1722年11月18日没。孝 号木巴。〉の実子。本家鼻祖・矢橋三郎兵衛〈1761年11月22日没、元連 小字徳四郎。〉の実兄。1775年8月晦没。宅教 小字惣四郎 号李明。「矢橋惣本家 今称東矢橋又辻矢橋」。室矢橋久左ェ門女。）
- 鼻祖の来孫 - 矢橋徳次郎（1857年、美濃赤坂生まれ。1875年家督を相続、岐阜県屈指の大地主、最多額納税者となる。1874年以降県会議員に3期当選、美濃実業銀行、高須貯蓄銀行、赤坂銀行及び大垣銀行などの取締役）[13][14]
- 鼻祖の来孫 - 矢橋為吉
- 鼻祖の来孫 - 矢橋賢吉（1869年10月、美濃赤坂生まれ。営繕官僚、建築家。国会議事堂の設計をまとめた中心人物。国会議事堂建設営繕組織の中心人物〈国会議事堂#歴史#国会議事堂と建築家 及び #営繕組織参照〉。近代公共建築を支えた中心人物。）

#### 本家（直系及類縁）
- 鼻祖 - 矢橋三郎兵衛（矢橋藤十郎〈1722年11月18日没。孝 号木巴。〉の実子。惣本家鼻祖・矢橋藤十郎〈1775年8月晦没。宅教 小字惣四郎〉の実弟。1761年11月22日没。元連 小字徳四郎 号李仙。寿50。室京都人図司多美。）

##### 【子の世代】
- 実子 - 矢橋敬吉[15]（1859年10月、美濃赤坂生まれ。矢橋宗太郎長男。同氏に昭和天皇と皇太子時代の明仁上皇の訪問〈行幸 (昭和21年・昭和40年)〉があったこと[16]、徳川家康が織田信長の岐阜城千畳敷御殿を移築し造営した将軍家専用休泊所跡である同氏所有のお茶屋屋敷の公開[10][17]などで知られる本家当主。[1]）
- 実子 - 矢橋友吉（美濃赤坂生まれ。素封家[18]。「矢橋式日時計」を考案した矢橋徳太郎の祖父）
- 実子 - 矢橋亮吉 (1867年9月、美濃赤坂生まれ。矢橋大理石 創業者。その大理石を使って建てた西洋館に昭和天皇と皇太子時代の明仁上皇のご訪問〈行幸 (昭和21年・昭和40年)〉があった[16]。大学生・大学院生への学資の支援を行なっている公益財団法人矢橋謝恩会[19]（外務省経済協力局長・岐阜県知事・古田肇は奨学生の一人[20]）の創設者。東京海上専務取締役・第45代文部大臣〈大日本帝国憲法時代〉を歴任し甲南大学・甲南高等学校・中学校を創立した平生釟三郎とは高等商業〈現・一橋大学〉時代互いに支え合った学友)

##### 【孫の世代】
- 孫（長男・敬吉の長男）- 矢橋龍吉 (1889年2月、美濃赤坂生まれ。岐阜県多額納税者。農業営む。1920年家督を相続する。号紅亭。梁川星巌全集刊行会評議員、武藤知事代理[21][22]。伊藤信の遺稿『細香と紅蘭』を編集・校正・発行する。美濃赤坂の儒者で頼山陽・梁川星巌と深い交流のあった矢橋家の矢橋赤山・赤水 兄弟の遺稿を刊行する。美濃赤坂お茶屋屋敷の牡丹園を公開)[23][24][25][26]
同妻 - 矢橋際（1894年1月生まれ。原松蔭三女）
- 孫（長男・敬吉の二男） - 矢橋次郎 (1892年11月、美濃赤坂生まれ。赤坂銀行[18]専務取締役[27]矢橋工業〈金生山の鉱山〉 社長、十六銀行監査役[28][29])
同妻 - 矢橋絹 (1896年3月生まれ。滋賀県彦根市出身。安居喜造の姉、彦根高等商業学校設置のために尽力し、「高商町長」〈彦根町〉の愛称でよばれた安居喜造の長女[30]。〈「安居喜造#人物」参照〉）
- 孫（実子・亮吉の五男） - 矢橋六郎（1905年11月、美濃赤坂生まれ。洋画家。待合せ場所としてよく利用されたJR名古屋駅新幹線口の壁画「日月と東海の四季」など、〈大理石〉モザイク壁画も手掛け日本近代画に革新的な役割を果たした[31]）

##### 【曾孫の世代】
- 曾孫（孫・龍吉の長男） - 矢橋龍太郎 (1926年9月、美濃赤坂生まれ。実業家。大垣市功労者。美術蒐集家)[32][33]
同妻 - 茅子 (旧姓・中埜。愛知県半田市・ミツカン酢創業家・中埜家の第7代目又左衛門〈中埜又左衛門〉二女)
- 曾孫（孫・次郎の長男） - 矢橋宗一 (1918年4月、美濃赤坂生まれ。矢橋工業〈金生山の鉱山〉 社長)
同妻 - 常子 (旧姓・遠山。愛知県津島市・遠山家[34]より嫁す。遠山紡績 (東洋紡績の前身の一つ)・トヨタカローラ中京などの創業家)
- 曾孫（孫・次郎の二男） - 矢橋恒男 (1921年5月、美濃赤坂生まれ。遠山産業副社長)
同妻 - 保子
- 曾孫（孫・次郎の三男） - 原乙彦（1925年1月、美濃赤坂生まれ。ユニチカ通商社長。原甚之丞の娘婿。）
同妻 - 原由比子（原甚之丞二女。）
- 曾孫（実子・友吉の孫） - 矢橋徳太郎（1916年、美濃赤坂生まれ。愛知淑徳短期大学教授。岐阜天文台副理事長。岐阜天文台・愛知県立旭丘高等学校など全国200箇所程設置されており、世界最高の精度を誇る「矢橋式日時計」の考案者。CBCクラブ文化賞 (くちなし章) 受賞者、鯱光会〈愛知一中〉被顕彰者[35][36][37]。）
- 曾孫（実子・亮吉の孫） - 矢橋謙一郎（関ヶ原製作所社長）
- 曾孫（実子・亮吉の孫） - 矢橋昭三郎（関ヶ原石材 社長）

#### 遠縁
- 遠縁 - 所郁太郎 (美濃赤坂生まれ。蘭方医、幕末の志士。1838年造り酒屋・矢橋亦一〈「■ 所郁太郎・ ■ 矢橋家 | 美濃赤坂宿」を参照〉の四男。梁川星巌と親交。適塾塾頭。井上馨の救命、高杉晋作への協力で知られる。)

## 家系図
「矢橋家家系図」によれば、矢橋家（惣本家・本家・南矢橋・北矢橋）は、嵯峨天皇・源融（紫式部『源氏物語』の主人公光源氏の実在モデルの有力候補）まで遡る。
- 《惣本家》矢橋藤十郎・幾世
  - 矢橋徳次郎（大地主、岐阜縣多額納税者、株式會社赤坂銀行、株式會社大垣銀行各取締役等）[39]
    - 矢橋敏郎
    - 矢橋郁二
    - 矢橋省三
    - 矢橋和夫
    - 矢橋豊二

  - 矢橋為吉
  - 矢橋賢吉（大蔵官僚、国会議事堂設計の中心人物、叙正三位、勲二等旭日重光章受章）
    - 矢橋きみ
- 《本家》矢橋宗太郎
  - 矢橋敬吉
    - 矢橋龍吉
      - 矢橋龍太郎・茅子（ミツカン酢創業家・中埜家の出身〈第6代の二女〉）[40]
        - 矢橋龍宜

    - 矢橋次郎
      - 矢橋宗一
        - 矢橋慎哉
        - 矢橋哲郎

      - 矢橋恒男
      - 原乙彦（旧姓・矢橋）

  - 矢橋幾世・藤十郎
    - 矢橋徳次郎
    - 矢橋賢吉

  - 矢橋友吉
    - 矢橋厚一郎
      - 矢橋徳太郎（世界最高の精度を誇る日時計の考案者、CBCクラブ文化賞受賞、鯱光会顕彰者）

  - 矢橋亮吉（1946年に昭和天皇のご訪問〈行幸〉、1965年に皇太子〈のちに天皇・上皇〉のご訪問〈行啓〉があった矢橋大理石の創業者）
    - 矢橋太郎
      - 矢橋浩吉（旧姓・亀山、揖斐川電気工業〈現・イビデン〉社長、勲三等瑞宝章受章）・篤子（矢橋太郎長女）[3]
        - 矢橋修太郎・千枝子（北村酒造社長・北村精一郎〈宗四郎〉長女）[3]
          - 矢橋晋太郎[3]
          - 矢橋正二郎[3]
          - 矢橋庸子[3]

    - 矢橋次雄
      - 矢橋修太郎（養子）[3]

    - 矢橋五郎
      - 矢橋謙一郎
      - 矢橋昭三郎[4]

    - 矢橋六郎（JR名古屋駅新幹線口にあった壁画「日月と東海の四季」を描いた洋画家、中日文化賞受賞）
    - 戸田道子（矢橋亮吉長女）・戸田良直（大垣貯蓄銀行頭取）[3]
    - 桑原孝子（矢橋亮吉二女）・善吉（真一）[41]（十六銀行頭取）

遠縁：所郁太郎（実父・矢橋亦一、養父・所伊織）（大垣藩の生まれ、適塾塾頭、暗殺者に襲われた元勲・井上馨を治療した医師、幕末の志士、高杉晋作の参謀、長州藩遊撃隊軍監、従四位追叙）